# Kapus Vilmos
Kapus Vilmos (angolul: William Kapus) (? 1833. – ??) magyar származású amerikai szabadságharcos főhadnagyi beosztásban.

## Élete
1833-ban született. A Washington „Territórium” első gyalogezredének volt a főhadnagya. 1862 szeptember 20-án, 29 éves korában állt be az amerikai polgárháborúba az északiak oldalán. Fort Vancouverben lépett be a hadseregbe, ott is szerelt le, 1865 november 30-án. A leszerelési okmányt kiállító T. C. English őrnagy, az Oregon állambeli portlandi toborzó iroda vezetőjének véleménye szerint Kapus Vilmos nagy műveltségű, gyakorlati érzékű, energikus tiszt volt, aki kimagaslott a vele egy rangban levő tisztek közül.